# National Board of Review Awards 1970
La 42ª edizione dei National Board of Review Awards si è tenuta il 3 gennaio 1971.

## Classifiche

### Migliori dieci film
- Anello di sangue (I Never Sang for My Father), regia di Gilbert Cates
- Tora! Tora! Tora!, regia di Richard Fleischer, Kinji Fukasaku e Toshio Masuda
- Love Story, regia di Arthur Hiller
- La figlia di Ryan (Ryan's Daughter), regia di David Lean
- Kes, regia di Ken Loach
- La Vergine e lo Zingaro (The Virgin and the Gypsy), regia di Christopher Miles
- Diario di una casalinga inquieta (Diary of a Mad Housewife), regia di Frank Perry
- Cinque pezzi facili (Five Easy Pieces), regia di Bob Rafelson
- Donne in amore (Women in Love), regia di Ken Russell
- Patton, generale d'acciaio (Patton), regia di Franklin J. Schaffner

### Migliori film stranieri
- Passione (En passion), regia di Ingmar Bergman
- Ucciderò un uomo (Que la bête meure), regia di Claude Chabrol
- La confessione (L'aveu), regia di Costa-Gavras
- La mia notte con Maud (Ma nuit chez Maud), regia di Éric Rohmer
- Il ragazzo selvaggio (L'enfant sauvage), regia di François Truffaut

## Premi
- Miglior film: Patton, generale d'acciaio (Patton), regia di Franklin J. Schaffner
- Miglior film straniero: Il ragazzo selvaggio (L'enfant sauvage), regia di François Truffaut
- Miglior attore: George C. Scott (Patton, generale d'acciaio)
- Miglior attrice: Glenda Jackson (Donne in amore)
- Miglior attore non protagonista: Frank Langella (Diario di una casalinga inquieta e Il mistero delle dodici sedie)
- Miglior attrice non protagonista: Karen Black (Cinque pezzi facili)
- Miglior regista: François Truffaut (Il ragazzo selvaggio)